# Thompson 1880
Pour plus de détails, voir Fiche technique et Distribution.
Thompson 1880 est un western spaghetti hispano-italien sorti en 1966, réalisé par Guido Zurli.

## Synopsis
En 1880, à Desert Spring, petit ville proche de la frontière, le jeune Ray affronte un criminel, Brady, et sa bande. Ceux-ci terrorisent la ville et imposent leurs marchandises à des prix démesurés. Mais le jeune Ray possède une arme inventée par lui.

## Fiche technique
- Titre : Thompson 1880
- Genre : Western spaghetti
- Réalisation : Guido Zurli
- Scénario : Jesus Balcazar
- Musique : Marcello Gigante
- Production : Alfonso Balcázar pour Profilms, Balcazar
- Photographie : Franco Villa
- Décors : Mila Vitelli Valenza
- Maquillage : Fernanda De Rossi
- Montage : Teresa Alcocer
- Format d'image : 2.39:1 - Eastmancolor[1]
- Durée : 85 minutes
- Année de sortie : 1966
- Pays de production :  Italie,  Espagne
- Langue originale : italien
- Distribution en Italie : Italian International Film
- Date de sortie en salle en France : 30 août 1972[2]

## Distribution
- George Martin : Raymond Alec Thompson dit Ray
- Gia Sandri : Sheila O'Connor
- José Bódalo : juge Frank Lennox
- Gordon Mitchell : Glenn Sheppard
- Paul Müller : Jameson Brady
- Aïché Nana : Fanny
- Consalvo Dell'Arti : shérif Nick Braddock
- Nino Nini : Mike O'Connor
- Ignazio Spalla (sous le pseudo de Pedro Sanchez) : Pancho, comparse de Brady
- Pasquale Basile (sous le pseudo de Pat Basil) : Lucky, comparse de Brady
- Osiride Pevarello : Augustine, comparse de Brady
- Giovanni Petrucci : noble